# Phyllurus gulbaru
Phyllurus gulbaru este o specie de șopârle din genul Phyllurus, familia Gekkonidae, descrisă de Hoskin, Couper și Wolfgang Schneider în anul 2003. A fost clasificată de IUCN ca specie pe cale de dispariție (stare critică). Conform Catalogue of Life specia Phyllurus gulbaru nu are subspecii cunoscute.